# Pyrrhulina brevis
Pyrrhulina brevis är en fiskart som beskrevs av Steindachner, 1876. Pyrrhulina brevis ingår i släktet Pyrrhulina och familjen Lebiasinidae. Inga underarter finns listade i Catalogue of Life.